# صالح أوتشان
صالح أوتشان (بالتركية: Salih Uçan)‏ وهو لاعب كرة قدم تركي في مركز الوسط ولد في يوم 6 يناير 1994 في بلدة مرماريس في تركيا وهو يلعب حالياً مع نادي روما في إيطاليا معاراً من نادي فنربخشة كما سبق له اللعب مع نادي بوجاسبور في دوري السوبر التركي وهو يلعب أيضاً مع منتخب تركيا لكرة القدم ويبلغ طوله 183 سم.

## روابط خارجية
- صالح أوتشان على موقع الاتحاد الدولي (مؤرشف)  (الإنجليزية)
- صالح أوتشان على موقع الاتحاد الأوربي (الإنجليزية)
- صالح أوتشان على موقع اتحاد تركيا (لاعب) (الإنجليزية)
- صالح أوتشان على موقع قاعدة بيانات كرة القدم.إي يو (الإنجليزية)
- صالح أوتشان على موقع ناشيونال فوتبول تيمز (الإنجليزية)
- صالح أوتشان على موقع Soccerbase.com (لاعب) (الإنجليزية)
- صالح أوتشان على موقع Soccerway.com (الإنجليزية)
- صالح أوتشان على موقع عالم كرة القدم.نت (الإنجليزية)
- صالح أوتشان على موقع AS.com (الإسبانية)